# Survivors (série télévisée, 2008)
Pour les articles homonymes, voir Survivors.
Survivors ou Les Survivants en Suisse est une série télévisée britannique créée par Adrian Hodges d'après la série télévisée éponyme des années 1970 tirée d'un roman de Terry Nation et diffusée depuis le 23 novembre 2008 sur BBC One. Elle a aussi été diffusée au Canada sur Showcase.
En France, la série est diffusée à partir du 12 janvier 2010 sur NRJ 12 et depuis le 24 novembre 2012 sur La Chaîne de la Fin du Monde (chaîne événementielle diffusée par SyFy du 21 novembre au 21 décembre 2012). ; en Suisse romande, la série est présentée depuis le 12 janvier 2010 également, sur la chaîne TSR1, sous le nom Les Survivants (bien que, à l'écran, le générique soit toujours Survivors).

## Synopsis
Cette série raconte l'histoire d'un groupe de survivants, après la mort massive de 99 % de la population, à la suite de la propagation d'un virus dévastateur. Ils devront faire face aux dangers et aux nécessités d'une société désormais sans structure ni justice.
L'histoire se déroule de nos jours, autour de Manchester. Cette série se place dans le courant du survivalisme.

## Distribution
- Julie Graham (VFB : Laurence César) : Abby Grant
- Max Beesley (VFB : Erwin Grünspan) : Tom Price
- Paterson Joseph (VFB : Claudio Dos Santos) : Greg Preston
- Zoe Tapper (VFB : Maia Baran) : Anya Raczynski
- Nikki Amuka-Bird : Samantha Willis
- Phillip Rhys (VFB : Laurent Bonnet) : Al Sadiq
- Chahak Patel (VFB : Théo Gladsteen) : Najid Hanif
- Robyn Addison (VFB : Elsa Erroyaux) : Sarah Boyer

## Épisodes

### Première saison (2008)
1. Le Nouveau monde
2. Sans partage
3. Nouvel Éden
4. L'Ordre nouveau
5. Le Prophète
6. Nouvelle donne

### Deuxième saison (2010)
La deuxième saison a été repoussée au 12 janvier 2010 à la suite de la pandémie de grippe en 2009-2010.
1. Piégés
2. Révélations
3. Le Procès
4. Maîtres et esclaves
5. Les Oiseaux
6. Le vaccin

## Commentaires
La BBC a confirmé qu'il n'y aurait pas de troisième saison. Cette série n'aura donc pas de conclusion (même si elle apporte beaucoup de réponses) puisqu’elle s'achève sur une fin ouverte (Cliffhanger).